# Franz Xaver Arnold
Franz Xaver Arnold (Aichelau, 10 settembre 1898 – Tubinga, 21 gennaio 1969) è stato un presbitero, teologo e scienziato delle religioni tedesco della Chiesa cattolica.
Ordinario di teologia morale e teologia pastorale, dal 1954 al 1955 fu rettore dell'Università di Tubinga.
Nell'ambito della teologia pastorale, è ricordato come l'ideatore del Principio dell'Incarnazione o del divino-umano. Esso fa cogliere il modo di entrare dell'opera di Dio nelle storie umane e permea tutte le forme, metodi e mezzi (comunicativi, economici, politici, ecc.) adottati dalla Chiesa per custodire e trasmettere la retta dottrina ai contemporanei.

## Biografia
Franz Xaver Arnold studiò teologia cattolica dopo aver lasciato la scuola. Dopo l'ordinazione sacerdotale e il dottorato in teologia, dal 1923 al 1926 lavorò come vicario a Reutlingen e come cappellano precettore a Biberach an der Riß. Fino al 1927 lavorò poi a Stoccarda come professore assistente e vicario. 
Dal 1928 al 1932 fu professore assistente a Horb am Neckar. Dal 1932 al 1936, fu studente pastore e nel 1936 iniziò l'abilitazione come docente privato di teologia morale presso l'Università Eberhard Karls di Tubinga. Nel 1937 divenne professore associato e nel 1946 fu nominato professore ordinario di teologia pastorale, teologia morale, etica sociale, liturgia ed educazione religiosa presso l'Università di Tubinga di cui fu rettore per l'anno accademico 1954/1955.
Nel 1966 lasciò la vita accademica. Arnold è stato membro onorario della confraternita studentesca cattolica KStV Alamannia Tübingen, affiliata alla KV.

## Principio dell'Incarnazione
Nell'ambito della teologia pastorale, Arnold è ricordato come l'ideatore del Principio dell'Incarnazione o del divino-umano.
Il principio afferma anche l'azione ecclesiale pastorale, sia dei chierici che dei laici, deve basarsi sempre sulle parole e opere di Gesù Cristo che è l'unico Salvatore e mediatore di salvezza. Egli è il primo pastore da cui tutti gli altri hanno ricevuto il mandato apostolico di convertire ed evangelizzare.
La pastorale è appunto finalizzata alla salvezza delle anime. Poiché è solo Cristo che salva, la teologia pastorale, che è una riflessione della Chiesa sulla prassi pastorale, viene ad essere una riflessione su Cristo che salva.
Secondo Arnold, dopo l'Ascensione, la Chiesa prolunga l'azione salvifica di Cristo nella storia con gesti e parole umani (humanis gestis verbisque), gli stessi con cui Cristo ha rivelato Dio Padre e con cui si manifesta la grazia invisibile divina mediante le realtà visibili. Tale prolungamento avviene coi sette sacramenti. Questo concetto era già presente nel cattolico Anton Graf (1814-1867) cui Arnold succedette a Tubinga.
La Chiesa è mediatrice dell'incontro salvifico dell'uomo con Dio nella vita terrena; la sua mediazione non ripete o duplica l'unica mediazione salvifica di Cristo, ma la rende presente e attuale (la presentifica e attualizza) sacramentalmente.
Anche se l'azione ecclesiale dei chierici e dei laici è condotta da creature umane, essa ha un carattere divino-umano perché imita l'esempio di Cristo-Dio, primo pastore, e perché è assistita dallo Spirito Santo Dio, Spirito di verità che Egli ha lasciato alla Chiesa fino alla fine dei tempi.
Il Principio dell'Incarnazione è stato accolto nel Metodo del discernimento spirituale evangelico cristiano di don Sergio Lanza.